# Natació als Jocs Olímpics d'Estiu de 1932 - 100 metres esquena masculins
Els 100 metres esquena masculins va ser una de les onze proves de natació que es disputaren als Jocs Olímpics d'Estiu de Los Angeles de 1932. La competició es disputà entre el 10 i el 12 d'agost de 1932. Hi van prendre part 16 nedadors procedents de 9 països.

## Medallistes
| Or                    | Plata             | Bronze                |
| Masaji Kiyokawa (JPN) | Toshio Irie (JPN) | Kentaro Kawatsu (JPN) |

## Rècords
Aquests eren els rècords del món i olímpic que hi havia abans de la celebració dels Jocs Olímpics de 1932.
| Rècord del Món | 1' 08.2" | George Kojac | Amsterdam (NED) | 9 d'agost de 1928 |
| Rècord Olímpic | 1' 08.2" | George Kojac | Amsterdam (NED) | 9 d'agost de 1928 |

## Resultats

### Sèries
Es van disputar el dimecres 10 d'agost de 1932. Els dos millors nedadors de cada sèrie i el millor tercer passaven a les semifinals.
Sèrie 1
| Posició | Nedador               | Temps  | Qual. |
| ------- | --------------------- | ------ | ----- |
| 1       | Masaji Kiyokawa (JPN) | 1:08.9 | QQ    |
| 2       | Robert Kerber (USA)   | 1:13.0 | QQ    |
| 3       | Robert Halloran (CAN) | 1:14.2 |       |
| 4       | Eskil Lundahl (SWE)   | 1:16.4 |       |

Sèrie 2
| Posició | Nedador               | Temps  | Qual. |
| ------- | --------------------- | ------ | ----- |
| 1       | Dan Zehr (USA)        | 1:09.9 | QQ    |
| 2       | Ernst Küppers (GER)   | 1:10.2 | QQ    |
| 3       | Kentaro Kawatsu (JPN) | 1:10.9 | qq    |
| 4       | Willie Francis (GBR)  | 1:12.9 |       |
| 5       | Benvenuto Nunes (BRA) | 1:21.0 |       |

Sèrie 3
| Posició | Nedador              | Temps  | Qual. |
| ------- | -------------------- | ------ | ----- |
| 1       | Toshio Irie (JPN)    | 1:11.3 | QQ    |
| 2       | Munroe Bourne (CAN)  | 1:14.3 | QQ    |
| 3       | Jorge de Paula (BRA) | 1:29.2 |       |
| 4       | Marcel Noual (FRA)   | DSQ    |       |

Sèrie 4
| Posició | Nedador               | Temps  | Qual. |
| ------- | --------------------- | ------ | ----- |
| 1       | William Karlsen (NOR) | 1:13.7 | QQ    |
| 2       | Gordon Chalmers (USA) | 1:17.2 | QQ    |
| 3       | Dennis Walker (CAN)   | 1:21.0 |       |

### Semifinals
Es disputaren el dijous 11 d'agost de 1932. Els tres primers de cada semifinal passaven a la final.
Semifinal 1
| Posició | Nedador               | Temps  | Qual. |
| ------- | --------------------- | ------ | ----- |
| 1       | Masaji Kiyokawa (JPN) | 1:09.0 | QQ    |
| 2       | Ernst Küppers (GER)   | 1:09.8 | QQ    |
| 3       | Kentaro Kawatsu (JPN) | 1:10.2 | QQ    |
| 4       | Gordon Chalmers (USA) | 1:11.6 |       |
| 5       | William Karlsen (NOR) | 1:13.3 |       |

Semifinal 2
| Posició | Nedador             | Temps  | Qual. |
| ------- | ------------------- | ------ | ----- |
| 1       | Toshio Irie (JPN)   | 1:10.9 | QQ    |
| 2       | Dan Zehr (USA)      | 1:11.6 | QQ    |
| 3       | Robert Kerber (USA) | 1:13.0 | QQ    |
| 4       | Munroe Bourne (CAN) | 1:13.9 |       |

### Final
Es va disputar el divendres 12 d'agost de 1932. Ernst Küppers, que semblava ser el principal rival dels nedadors japonesos, va cometre una sortida en fals. Aquest podria ser el motiu pel qual sols finalitzà en cinquena posició.
| Posició | Nedador               | Temps  |
| ------- | --------------------- | ------ |
| 1       | Masaji Kiyokawa (JPN) | 1:08.6 |
| 2       | Toshio Irie (JPN)     | 1:09.8 |
| 3       | Kentaro Kawatsu (JPN) | 1:10.0 |
| 4       | Dan Zehr (USA)        | 1:10.9 |
| 5       | Ernst Küppers (GER)   | 1:11.3 |
| 6       | Robert Kerber (USA)   | 1:12.8 |